# Apsarasa figurata
Apsarasa figurata là một loài bướm đêm trong họ Noctuidae.